# 구나시리군

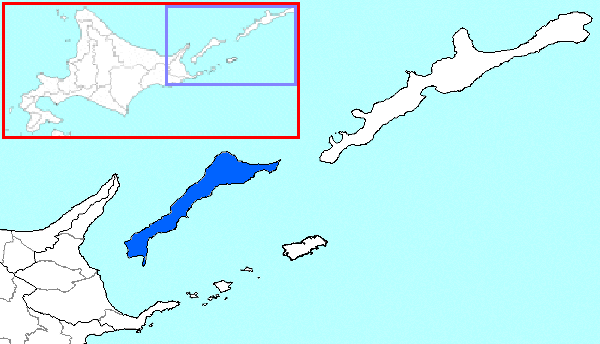
구나시리 군의 위치

구나시리군(일본어: 国後郡)은 일본 홋카이도 네무로 지청의 군이다. 2010년 현재 이하의 2개 촌을 포함한다. 쿠나시르섬(일본명 구나시리섬)에 위치한다.
- 도마리촌(泊村)
- 루요베쓰촌(留夜別村)

이 지역은 러시아의 실질적인 지배 상태에 있다. 해당 지역의 영유권에 관한 자세한 것은 쿠릴 열도 및 쿠릴 열도 분쟁 항목 참조.

## 역사
에도 시대 후기, 구나시리 군역은 동에조치에 속하고 있었다. 남하 정책을 강력하게 추진하던 러시아 제국에 대비해 1799년 구나시리 군역은 천령(막부 직할령)이 되었다. 1821년에 구나시리 군역은 마쓰마에번령으로 되돌려졌지만, 1855년에 다시 천령이 되었다. 1869년 구나시리군이 놓여졌고 홋카이도 지시마국에 속했다.
구나시리군에는 도마리촌(泊村), 도후쓰촌(東沸村), 베토가촌(米戸賀村), 지후카리베쓰촌(秩苅別村), 루요베쓰촌(留夜別村)의 5촌이 놓여져 있었다.
- 1882년 2월 8일 - 폐사치현에 따라 네무로 현의 소관이 되었다.
- 1895년 - 지후카리베쓰촌에서 오타키촌을 분리하였다.
- 1923년 - 2급 정촌제 실시. 도마리촌, 도후쓰촌, 베토가촌, 지후카리베쓰촌이 합병해 도마리촌, 루요베쓰촌과 오타키촌이 합병해 루요베쓰촌이 각각 성립하였다.

1945년 9월 1일, 소련군이 진주하여 현재 러시아가 실효 지배하에 있다. 쿠릴 열도 분쟁 지역 중 하나이다.